# سيباستيان مينارد
سيباستيان مينارد (بالفرنسية: Sébastien Minard)‏ ولد بتاريخ 12 يونيو 1982 في فرنسا، هو دراج فرنسي في صنف سباق الدراجات على الطريق.

## وصلات خارجية
- الموقع الرسمي

## روابط خارجية
- سيباستيان مينارد على موقع الاتحاد الدولي للدراجات (الإنجليزية)
- سيباستيان مينارد على موقع أرشيف الدراجات (الإنجليزية)
- سيباستيان مينارد على موقع إحصائيات الدراجات الإحترافية (الإنجليزية)
- سيباستيان مينارد على موقع نسبة الدراجات (الإنجليزية)
- سيباستيان مينارد على موقع CycleBase (الإنجليزية)